# Thomas Knoll
Thomas Knoll (14 aprile 1960) è un programmatore statunitense, celebre per aver creato, insieme al fratello John, il software di fotoritocco Adobe Photoshop.

## Biografia
Thomas Knoll nasce nell'aprile 1960, da Marie Knoll e Carter Knoll. Sin da bambino è attento al lavoro del padre, il quale è un fotografo molto famoso nella città in cui egli viveva. L'organizzazione delle foto, al tempo si alternava a quelle cartacee e quindi a stampo su un rullino fotografico a quelle digitali, le quali si potevano racchiudere nelle prime macchine fotografiche. All'età di 20 anni, ormai informatico e sviluppatore professionista, Thomas crea un software per aiutare il padre. Si tratta della primitiva versione di Photoshop, che prende il nome del progetto Display. La funzione iniziale non è quella di ritocco professionale, ma di organizzazione fotografica e modifica basilare dei principali parametri di una foto (grandezza, formato, rotazione ecc.)

## Riconoscimenti
Nel 1995 è stato insignito della Progress medal da parte della Royal Photographic Society.